# Tratado de Veneza

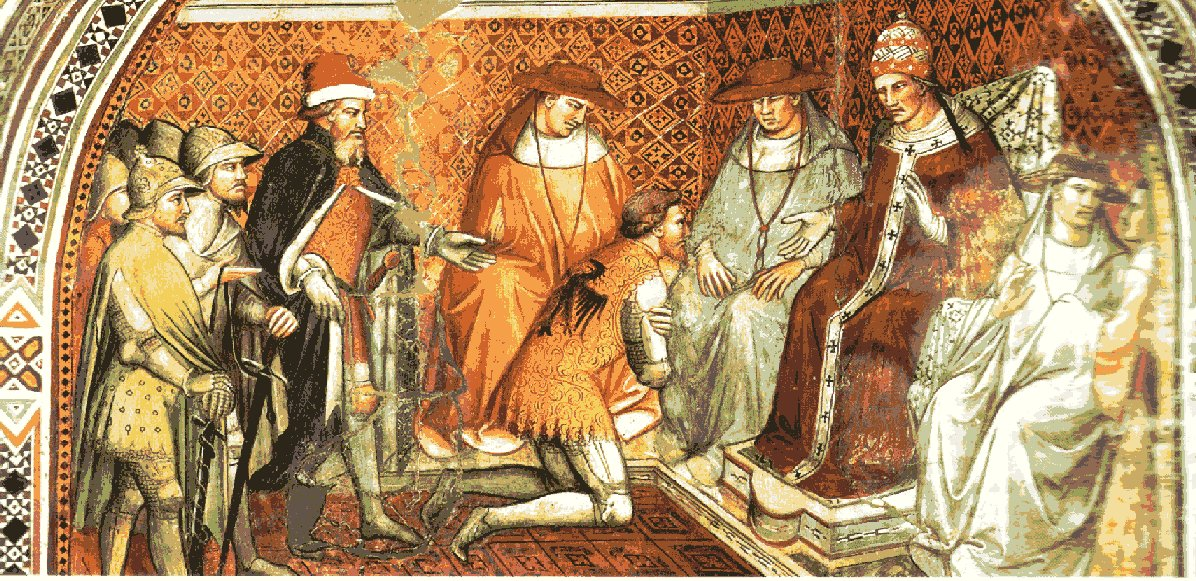
O imperador Frederico Barba Ruiva submete-se à autoridade do papa, perto do Palazzo Pubblico de Siena. Pintura deSpinello Aretino.

O Tratado de Veneza ou Paz de Veneza foi um tratado assinado na cidade de Veneza entre o papado e os seus aliados, as cidades italianas da Liga Lombarda, e o imperador Frederico I Barba Ruiva em 1177. O Reino da Sicília também fez parte das negociações, de modo que o tratado determinou o curso político de toda a Itália nos anos seguintes.
No decurso das tentativas imperiais de ter controlo efetivo da Itália, a completa derrota das tropas imperiais na batalha de Legnano (29 de maio de 1176) forçou a Frederico a iniciar negociações diplomáticas.
Frederico rapidamente enviou emissários ao papa Alexandre III, que se encontrava en Anagni, pedindo-lhe para colocar fim ao cisma entre ele e o antipapa Calisto III, apoiado pelo imperador. Depois de chegar a acordo, agendou-se uma conferência para julho de 1177. Frederico passou parte do tempo restante a interferir nas rivalidades venezianas, com a esperança de assegurar um grupo pró-imperial no poder para o tempo do confronto.
No domingo 24 de julho de 1177, o papa enviou da basílica de São Marcos uma delegação de cardeais ao imperador, que estava na ilha de Lido. Aí Frederico reconheceu formalmente Alexandre III como papa legítimo e abandonou o seu próprio antipapa, Calisto III; em consequência, os cardeais levantaram formalmente a excomunhão que pesava sobre o imperador desde 1160.
O imperador foi então escoltado até Veneza propriamente dita pelo doge de Veneza, Sebastiano Ziani, e o patriarca de Aquileia, Ulrico II.
Os delegados do rei Guilherme II da Sicília eram Romualdo II Guarna, arcebispo de Salerno, um cronista do seu tempo que como testemunha ocular nos deixou um grande relato de todo o evento, e o conde Roger de Andria.
Pelo tratado acordado, o imperador reconheceu Alexandre III como papa legítimo, devolveu aos Estados Papais os territórios ocupados e reconheceu os direitos temporais do papado sobre a cidade de Roma, o que permitiu ao pontífice regressar a Roma em 12 de março de 1178, após 12 anos de exílio, embora a nobreza romana o tenha obrigado a deixar de novo a cidade em 1179.
Ficou também acordada uma trégua de seis anos (1177-1183) com as cidades da Liga Lombarda, que levaria à definitiva Paz de Constança (1183), na qual Frederico reconheceu de facto as liberdades e privilégios das comunas italianas.
Foi estabelecida uma paz por 15 anos entre Frederico e Guilherme II da Sicília, pavimentando o caminho para os anos dourados de paz e prosperidade no reino meridional.

## Texto do tratado
- «Texto na Yale Law School» (em inglês) Arquivado em 25 de agosto de  2006, no Wayback Machine.
- «Texto no Internet Medieval Sourcebook» (em inglês)